# 祖先崇拝
祖霊信仰（それいしんこう）は、死んだ先祖から生きている子孫たちに影響することを信じ、あるいは先祖から何らかのものを貰えるという信仰のこと。
日本において、社会学の分野では「先祖祭祀」という用語が定着している。また、明治以降では昭和戦後期の1950年代ごろまでは「祖先崇拝」が多く使用された。

## 概要
世界中の先祖崇拝というのは、アフリカ・マダガスカル・東アジアなどに広く存在している。
中国・朝鮮・日本など東北アジアのものが特に有名であるが、ズールー人など、世界的にも見られる。中国では祖先崇拝と呼ばれ、清明節などの習慣がある。日本では、学問的には祖先崇拝の名称が用いられているほか、祖霊信仰という名称も用いられている。
「先祖」を社会的に意味づけする社会においても、生物学的・遺伝的に見て繋がりのある先行者が全て「先祖」と見なされている訳では必ずしもない。特定のタイプ、カテゴリーの人間を「先祖」としている。それに対して、キリスト教やイスラム教がしっかりと根付いた地域では、祖先崇拝はほとんど行われていないと考えて良い。過去に存在しても置き換わられて超越されている事が一般的とされる。たとえばイタリアの地でも古代ローマ時代までさかのぼれば先祖崇拝というのは行っている人たちがいたようだが、キリスト教が定着してからは行われていない。
祖先を崇拝する社会において、「先祖」とされる人は、その社会の親族構造と関連性がある。すなわち、父系社会においては父方の生物学的先祖であった人が「先祖」とされ、母系社会においては母系の生物学的先祖であった人が「先祖」とされるなど、崇拝する側の親族構造・社会制度、「先祖」とされる対象のヒエラルキー・システムに関係があるとされる。

## アフリカの祖先崇拝
祖先を崇拝することはアフリカの宗教やアフリカのスピリチュアリティーの重要な要素のひとつとなっている。ただし、アフリカの場合、全ての先祖を崇拝しているのではなく、あくまで尊敬に値するほどに立派な生き方をした先祖だけが神聖な先祖として崇拝されている（生前の行いが良くなかった先祖は、たとえ先祖であっても崇拝するのは不適切だ、と考えられている。）。 神聖な先祖は、各人の祈りを聞いてもらう対象となり、供物をそなえられる。 神聖な先祖は神と人間とのあいだをとりなしてくれる、と信じられており、幸福な人生をおくるためには神聖な先祖を敬うことが必要だと考えられている。
- 祖先崇拝の場で使われる母の像の例
- 先祖Kotaの像
- 祖先崇拝と関係のある像の数々

## 中国の祖先崇拝
中国の祖先崇拝の文化は儒教が根源になっていると考えられがちだが、儒教思想が広がるかなり前から祖先崇拝の文化は存在した。
殷の時代には「病気や災害は、天や祖先の祟り」と考えられており、それを宥めるために祭祀が行われていた。また、殷は強固な父系社会であり、祖先を敬うことは社会秩序の維持のためにも重要であったと考えられている。
周の時代になると、「福は祖先からもたらされる」「災いは天からもたらされる」と考えられるようになり、子孫の幸福のために祖先を祀るという考え方が生まれた。
このような中国の祖先崇拝の文化は孔子（紀元前552年または紀元前551年 - 紀元前479年）及びその弟子たちが儒教を通して発展させた。孔子の生きた春秋時代は従来の身分秩序が崩壊した時代であり、孔子は緩やかな家父長制に基づく家族関係をもとに社会秩序を再構築することを説いた。儒教はもともと大きな社会勢力ではなかったが、漢の時代になって儒教の経典が公認され、儒家が要職に登用されるようになって中国全土へと普及した。
中国の祖先崇拝における「祖先」の概念には幾つかの条件があり、先に死去した親族が必ずしも祖先として崇拝されるものではない。まず、祖先となるには死者でなければならないが、夭折した者、未婚の者、横死した者は祖先になれず、悪い行いをせず天寿を全うする必要がある。また、祖先となる者は自分を崇拝してくれる子孫を設ける必要があるが、その子孫は自分と同じ姓の宗族員であり、男子もしくは婦人の地位をもつ女性でなければならないとされている。祖先崇拝の宗教観では、祖先は神明と鬼魂との中間的存在であり、適切な供儀を欠かさなければ一族を栄えさせるが、供儀を怠ると鬼魂へと変化し子孫に悪影響を及ぼすと考えられている。
- 中国での祖先崇拝の例。食事のための食品類を、しかも酒類やお茶類まで用意して、祖先（の霊）に、供物としてささげている。
- 中国での祖先崇拝の例。先祖が住んでいた古い家で、お茶と線香などを供物としてささげている。
- 中国での祖先崇拝の例。線香の煙と香りを供えている。
- 墓で冥銭を燃やし先祖を供養している

## ベトナムの祖先崇拝
- 一種の祭壇のようなものが用意してあり、先祖にあたる女性と男性の写真を置き、食べ物や酒やを供物としてささげ、線香をたいている。

## 韓国の祖先崇拝
韓国は儒教の影響がとても大きな国であり、祖霊信仰が根強い。ソルラル (旧正月) 、秋夕 (チュソッ) 、曽祖父・祖父・父の忌日には、家族が集まって、祭祀（チェサ、en:Jesa。日本の「法事」に相当するもの）が行われる。そして年長者がとても重視されていて、祭祀は通常、あくまで長男が行う。 ただし、信仰の対象になるのは、自分の直接の祖先のみで、傍系の祖先は信仰の対象にならない。従って、子孫を残さないまま死去したら、無縁仏として扱われる。

## 日本の祖先崇拝

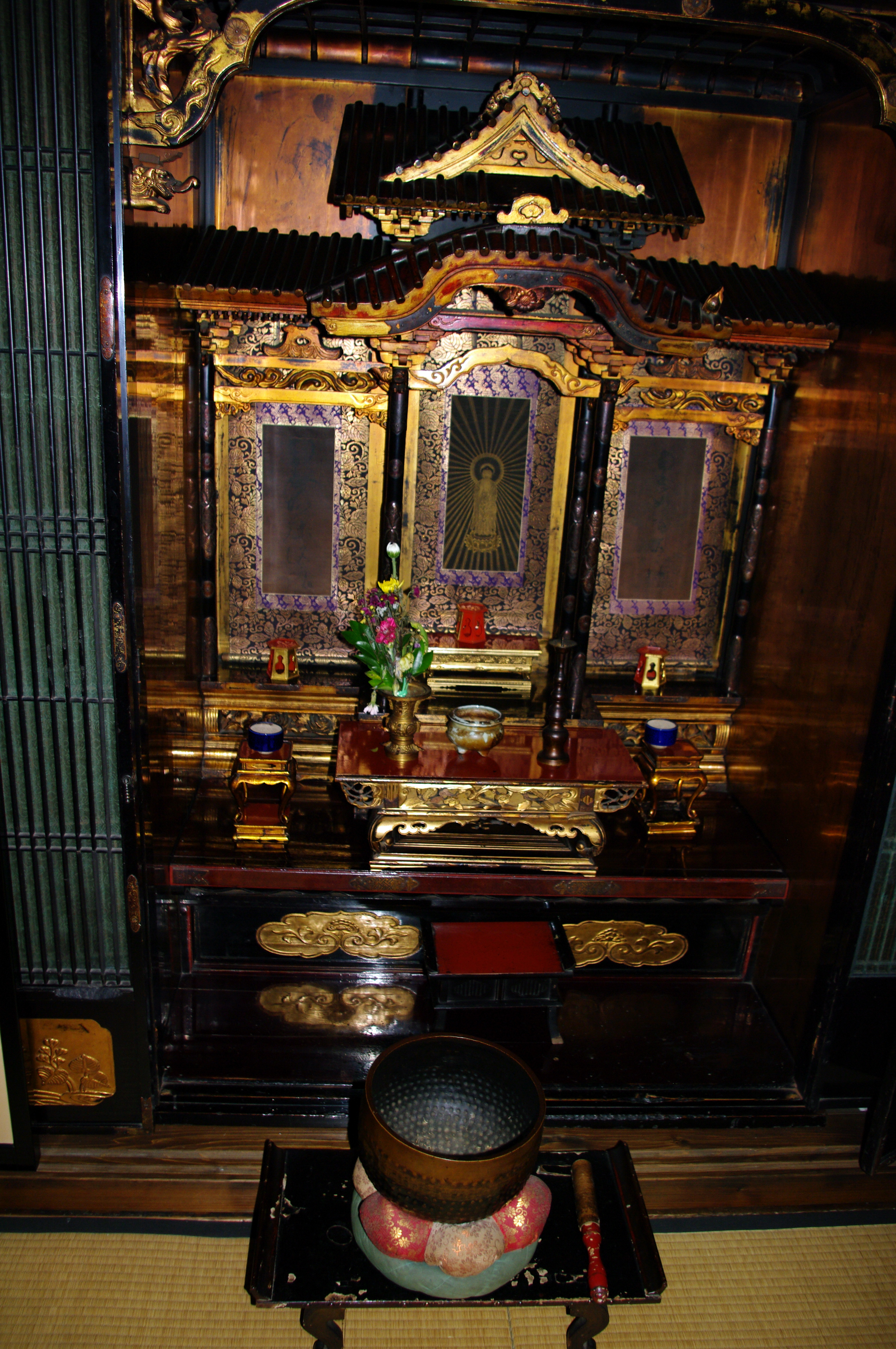
日本の仏壇

祖先の霊を祀り、崇拝する。日本では先祖を「遠津祖」、「祖神」、「ご先祖様」、「ホトケ様」と言い、一般家庭で祖霊社や位牌を仏壇の中央にまつる慣習、お盆や彼岸にこれらの霊をまつる行事が祖霊信仰に属する。
なお、以下は主に日本本土における祖霊信仰について解説するが、奄美・琉球（奄美群島、沖縄県）の地域における祖霊信仰については琉球神道の項を参照のこと。

### 概要
死者が出ると、初七日・四十九日と法要を行って供養し（詳しくは中陰を参照）、さらに1年後に一周忌、2年後に三回忌、6年後に七回忌、と法要を行う。その後、三十三回忌（地域によって差がある。四十九回忌、五十回忌のところもある）を迎えると、「弔い上げ」といって、このような法要を打ち切る。この「弔い上げ」は、生木の葉がついた塔婆を建てたり、位牌を家から寺に納めたり、川に流したりと、地域によって異なる。この「弔い上げ」を終えると、死者の供養は仏教的要素を離れる。それまで死者その人の霊として個性を持っていた霊は、「先祖の霊」という単一の存在に合一される。これが祖霊である。祖霊は、清められた先祖の霊として、家の屋敷内や近くの山などに祀られ、その家を守護し、繁栄をもたらす神として敬われるのである。前述の通り、先祖の霊を「ホトケ様」「カミ様」「ご先祖様」と呼ぶことにはこのような意味がある。

### 起源
祖霊信仰は、前述のように、盆や彼岸の行事などの形で日本全国に普通に見られる信仰である。縄文時代から環状列石による祖先崇拝を中心とした祭祀・儀礼が行われていた。祖霊信仰のような祖先崇拝は日本を除いては、中国や太平洋地域の一部の限られた場所にしか見ることしかできない。

### 形態
夏の7月15日を中心に行われるお盆の行事は、祖先の霊をまつる行事を言う。これは、中国仏教での死者の霊を慰め供養する盂蘭盆会（うらぼんえ）に由来するとされる。日本におけるお盆の行事は、それまでの日本の祖霊信仰と習合が見られる。このような経緯からも日本における祖霊信仰という土壌を考えることができる。
春と秋に行われる彼岸という行事も、元々浄土思想に由来し、西方浄土を希求する中国の念仏行事であったものが、日本仏教において、先祖崇拝の行事になった。
一方、浄土真宗では、成仏は阿弥陀仏に頼るものであって人間の力ではどうしようもないという考えから、追善供養を行わない。
また、先祖の霊を祖霊社（地域によっては総霊社）という社に祀る場合もある。一般の家に神徒壇、神棚や祭壇を設けて、先祖を祀っている場合も多く見られる。

### 民俗の祖霊信仰
祖霊信仰に関連する事項として、民俗の両墓制について触れる。両墓制とは、死者が出た時に二つの墓所を作ることである。かつては遺体を埋葬する墓としての、埋め墓（捨て墓）と呼ばれる墓と、自分の家の近くや寺院内に建てる参り墓、詣で墓を作ることがあった。遺体を直接埋葬する埋め墓、捨て墓は、人が近づかない山奥や野末に作られ、埋められた遺体や石塔は時が経つにつれ荒れ果て不明になる。この埋め墓、捨て墓は、そこ自体を死者供養のための墓所としている訳ではないので、永く保存する事を目的としていない。一方の参り墓、詣で墓は家の近くや田畑、寺院など参詣に便利な場所に建てられることが多い。こちらの墓こそが、永く死者供養をすることを目的とした墓所になる。こうして、先祖の霊を居住地の近くに配置し、供養し、家の安泰を願うことも、祖霊信仰のうちの一つと言っていい。また、近世に至ると、直接遺体を葬った場所に墓所を建てることも多くなった。

### 屋敷神
祖霊信仰に関連する事項では、やはり墓所について屋敷墓の存在が挙げられる。屋敷墓は、自分の屋敷の中に墓を設けることである。史料や遺構で確認されるのは中世期である。この時代の墓制や葬送習慣についての詳細は、地域や身分階級によって異なるから、一概には言えない面もあるが、屋敷の中に死者を葬る特殊な墓制があるため、屋敷神としての先祖を家の中に祀った祖霊信仰の一種と考えることができる。

## ヨーロッパの祖先崇拝
キリスト教が普及したとされる地域では唯一神以外の分かれた神を観念する事はないとされるものの、エドワード・バーネット・タイラーは主著『原始文化』の中で、聖人崇拝はこれにあたり、異教の神々を直接引き継いだ例も見られるとしている。

## ギャラリー
- ヨルダンのジェリコで出土した、石膏で覆われた頭蓋骨。紀元前7000年～紀元前6000年ころのもの。祖先崇拝のために祖先の頭蓋骨を石膏で覆った、と考古学者らは考えている。